# Нордиртланд Ејстра (регион)
65° 41′ N 18° 06′ W / 65.683° С; 18.100° З
Нордиртланд Ејстра (исл. Norðurland eystra - „Североисточни регион“) је је један од осам региона Исланда. Налази се у северном делу државе. Захвата површину од 21.968 км² и има око 28.618 становника. Главни град је Акирејри. 